# Garriscaphus tytthus
Garriscaphus tytthus är en mångfotingart som beskrevs av Crabill 1969. Garriscaphus tytthus ingår i släktet Garriscaphus och familjen trädgårdsjordkrypare. Inga underarter finns listade i Catalogue of Life.